# Parobius
Parobius is een monotypisch geslacht van kevers uit de familie van de klopkevers (Anobiidae).

## Soort
- Parobius globulus White, 1966